# Taiada

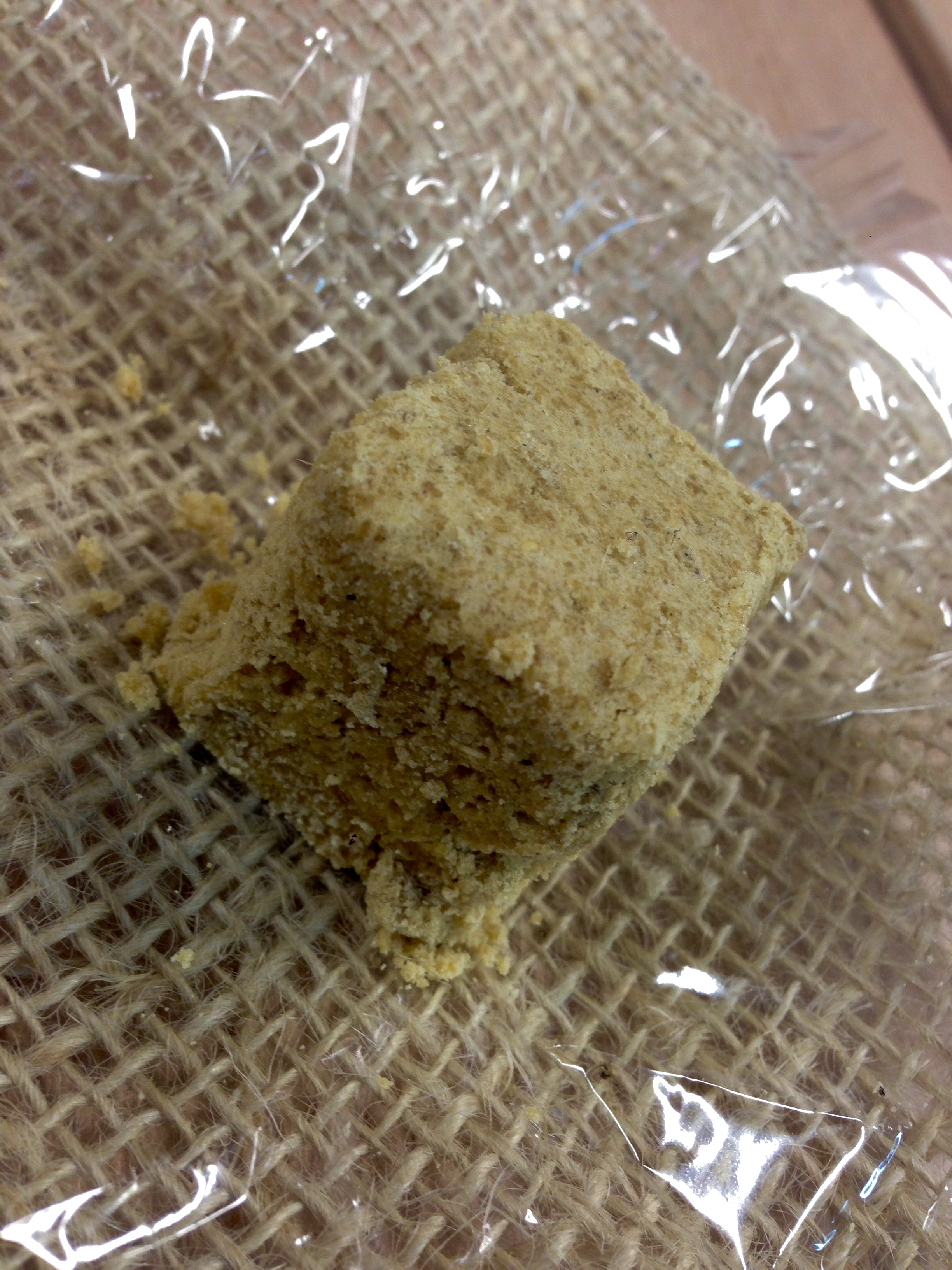
Taiada de Caçapava

Taiada é um doce típico da cidade brasileira de Caçapava, no estado de São Paulo, feito a partir da garapa (caldo da cana), com farinha de mandioca e gengibre que proporciona uma textura esfarelada e realça o sabor acentuado da especiaria. A produção da taiada é artesanal e uma tradição familiar passada de pai para filho principalmente nas áreas rurais de Caçapava no interior de São Paulo. Como o doce é feito com ingredientes de altos valores nutritivos, calóricos e de fácil transporte, ele era levado pelos trabalhadores rurais nas lavouras e por soldados do exército nas marchas para ser utilizado como fonte de energia durante o trabalho e o esforço, também para adoçar bebidas como café com leite. O nome "taiada" é uma corruptela de "talhada", particípio do verbo "talhar", que carinhosamente ganhou sotaque caipira, ficando popularmente conhecido como "taiada.” "O caipira dizia o doce taiou”. Ninguém na cidade utiliza o nome correto bem como passou esse nome a definir quem nasce ou mora na cidade paulista de Caçapava.

## Regiões de produção
Os taiadeiros mais antigos, entrevistados, relatam que a taiada é um doce de origem portuguesa mas não se tem registros conclusivos dessa informação A cidade de Caçapava, situada ao lado do rio Paraíba do Sul, no interior de São Paulo, tem solo fértil, favorável ao cultivo da cana de açúcar, já no Século XVI foram instalados os primeiros engenhos açucareiros na região.A cana produzida era doce com caldo claro e fino, tinha a finalidade de abastecer a cidades de São Paulo da Garapa (caldo da cana). A produção da taiada é artesanal e uma tradição familiar passada de pai para filho principalmente nas áreas rurais do município.

## Processo de fabricação
Após o corte da cana-de-açúcar, feito manualmente onde são selecionadas as melhores, são transportadas até o engenho onde são moídas. O caldo de cana resultante da moagem é então derramado em um tacho de cobre, ferve o caldo durante aproximadamente 90 minutos, até ficar no ponto, consistência adequada, (joga um pouco em água gelada e parece bala que pode ser esticada); tira do fogo e junta a farinha de mandioca e o gengibre moído; leva a mistura à forma de madeira no formato tradicional de quadrado, especial para isto, e deixa na forma por uma hora quando então endureceu, esfriou e ganhou a sua forma e pode ser retirada das formas. No livro "Miçangas Folclóricas", do folclorista Francisco Pereira da Silva, conhecido como Chico Triste, há uma receita ditada por Benedito Martins.

## Consumo
Seu consumo foi identificado no município de Caçapava e em algumas localidades próximas, em décadas passadas foi muito consumida por todos, das áreas rurais aos residentes das áreas urbanas, inclusive os soldados do Exército Brasileiros que prestavam serviço militar no batalhão da cidade e que eram originários de outros municípios da região; é utilizada para adoçar bebidas, a exemplo da rapadura, principalmente o café com leite, consumida também em pedaços tradicionalmente por aqueles que já conheciam seu sabor doce e o gosto do gengibre, sabor picante e forte com aroma característico.

## Propriedades
A Taiada ficou conhecida pelo seu alto valor calórico e energético, consumida por trabalhadores rurais durante o horário de trabalho bem como por pessoas que tinham alto consumo de energia física, como os soldados do exército. Em pesquisa desenvolvida e coordenada pela professora Denise Vaz de Macedo, do Departamento de Bioquímica do IB, com propósito de comprovar a eficácia da garapa não apenas quanto a melhora de rendimento físico, como também para a recuperação significativa da massa muscular de atletas, sobretudo praticantes de futebol. A cana-de-açúcar é uma planta composta, em média, de 65% a 75% de água, mas seu principal componente é a sacarose, que corresponde de 70% a 91% de substâncias sólidas solúveis. O caldo conserva todos os nutrientes da cana-de-açúcar, entre eles minerais (de 3 a 5%) como ferro, cálcio, potássio, sódio, fósforo, magnésio e cloro, além de vitaminas do complexo B e C. A planta contém ainda glicose (de 2% a 4%), frutose (de 2% a 4%), proteínas (0,5% a 0,6%), amido (0,001% a 0,05%) ceras e graxos (0,05% a 0,015%) e corantes, entre 3% a 5%. Juntando se as 361 Kcal da farinha de mandioca em cada 100g, e  as propriedades medicinais do gengibre que é recomendada em casos de gripes, resfriados e tosses com ação positiva também no sistema digestivo.[carece de fontes?] mostrou ser um alimento bastante completo e de fácil transporte e consumo para pessoas que necessitam repor energia energia física.

## Curiosidades
Aqueles que nascem em Caçapava, ou moram no município são carinhosamente chamados de taiadas, em referência ao doce encontrado naquela cidade, existem várias versões para origem deste apelido mas quase todas estão relacionadas aos jovens que cumpriam o serviço militar obrigatório no quartel do Exército brasileiro e quando saiam paravam em um bar e entre outra coisa compravam o doce e aqueles que residiam em outras cidades se despediam dos caçapavenses tratando-os como “taiada”, e apesar do doce já não ser tão popular como a algumas décadas atrás, o apelido ainda é muito utilizado.